# ジャック・ベニー

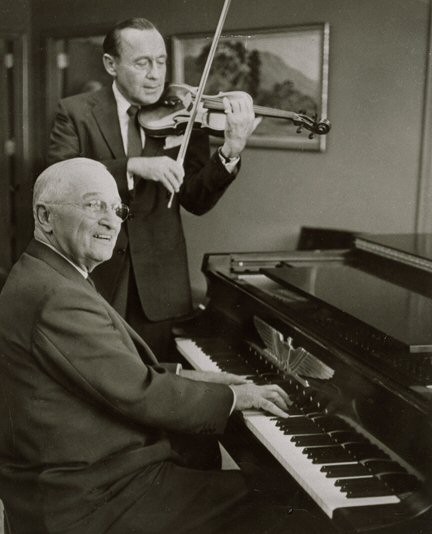
ジャック・ベニー(写真後方。前方でピアノを弾いているのはハリー・トルーマン)

ジャック・ベニー（Jack Benny、本名：Benjamin Kubelsky、1894年2月14日 - 1974年12月26日）は、アメリカ合衆国の コメディアン、ヴォードヴィリアン、俳優。主にラジオ番組やテレビ番組、映画などで活躍した。
20世紀のアメリカ合衆国の芸能界をリードした人物として知られるベニーは、comic timingや"Well!" といった短い言葉だけでも人を笑わせる能力で知られている。
彼が1930年代から1950年代にかけて出演して人気を博したラジオ番組やテレビ番組は後のシチュエーション・コメディに影響を与えている。

## 主な出演映画
- 踊るブロードウェイ（英語版）
- 生きるべきか死ぬべきか
- ハリウッド玉手箱
- ジプシー（英語版）
- ファイナルカウントダウン（1980年） - ラジオ番組「Jack Benny show（英語版）」の音声のみ